# Дахла (аэропорт)
Аэропорт Дахла (фр. Aéroport de Dakhla, араб. مطار الداخلة‎; (ИАТА: VIL, ИКАО: GMMH/GSVO)) — аэропорт, расположенный в Западной Сахаре, в портовом городе Дахла. Управляется марокканской государственной компанией Office National Des Aéroports (ONDA).

## История
Во время Второй мировой войны аэропорт использовался Командованием воздушного транспорта армии США в качестве промежуточной остановки для грузов, транзитных самолетов и персонала на североафриканском транспортном маршруте Каир-Дакар для грузов, транзитных самолетов и персонала. Он соединялся с аэропортом Дакара на юге и аэропортом Агадира на севере.

## Общие сведения
Аэропорт используется гражданской авиацией, а также королевскими военно-воздушными силами Марокко. Взлётно-посадочная полоса длиной 3 км способна принять различные воздушные суда вплоть до Боинг-737. Парковочная площадка имеет площадь 18 900 м² и способна вместить только один Боинг-737.
Пассажирский терминал площадью 670 м² способен обслуживать до 55 тысяч пассажиров в год. Для их обслуживания в аэропорту открыты комната отдыха и медпункт.

## Статистика перевозок
Данные из запроса в Викиданные.
| Наименование      | 2007   | 2006   | 2005   | 2004   | 2003   | 2002 |
| ----------------- | ------ | ------ | ------ | ------ | ------ | ---- |
| Полёты            | 1492   | 839    | 674    | 606    | 492    | na   |
| Пассажиропоток    | 36.354 | 21.253 | 21.442 | 11.670 | 12.149 | na   |
| Грузооборот, тонн | 48,63  | 59,77  | 61,06  | 140,96 | 107,81 | na   |

| Année | Passagers | Évolution |
| ----- | --------- | --------- |
| 2011  | 66 215    | ▲ 14,25%  |
| 2012  | 65 347    | ▼ 1,31%   |
| 2013  | 76 179    | ▲ 16,58%  |
| 2014  | 96 746    | ▲ 27,00%  |
| 2015  | 127 691   | ▲ 31,99%  |
| 2016  | 154 451   | ▲ 20,96%  |
| 2017  | 160 399   | ▲ 3,85%%  |
| 2018  | 202 645   | ▲ 20,23%  |